# Piau
Piau là một đô thị thuộc bang Minas Gerais, Brasil. Đô thị này có diện tích 191,378 km², dân số năm 2007 là 3061 người, mật độ 15,7 người/km².